# Biegeleben (Adelsgeschlecht)

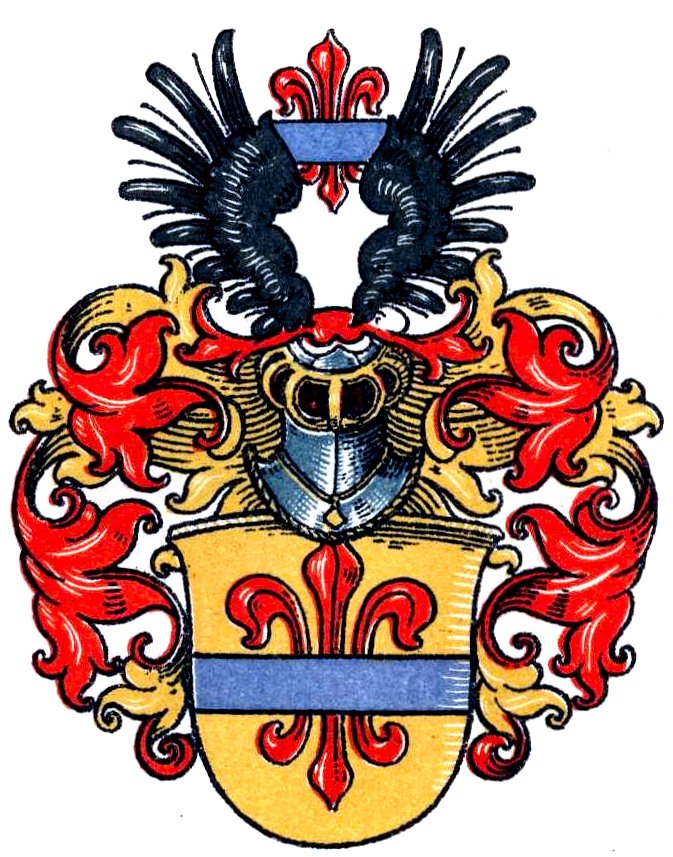
Stammwappen derer von Biegeleben bei Spießen

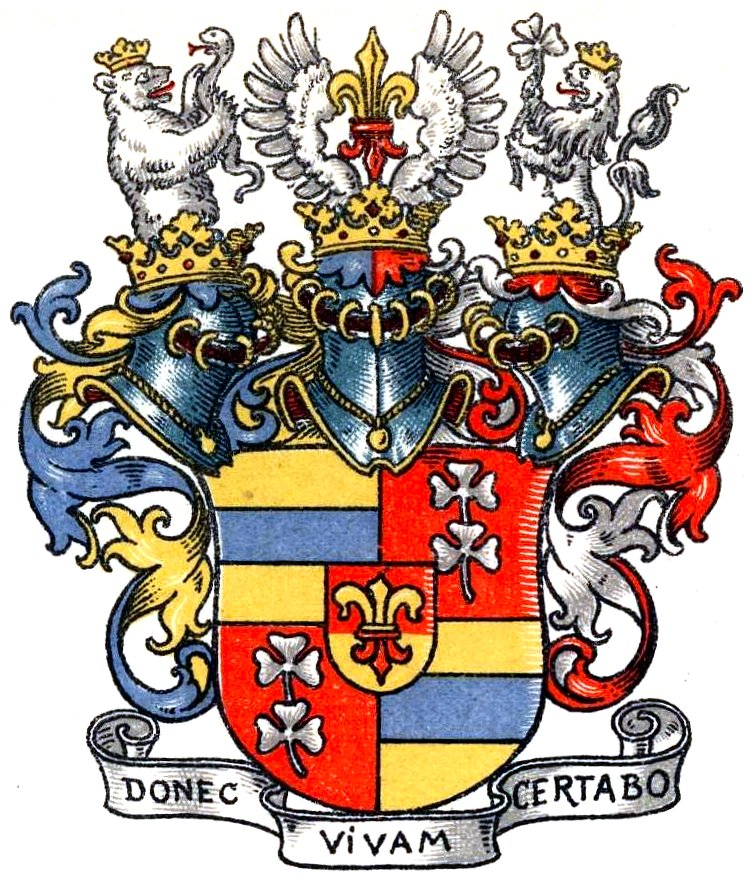
Wappen der Freiherren von Biegeleben bei Spießen

Die Herren von Biegeleben (auch Bigeleben) sind ein westfälisch-hessisches Adelsgeschlecht.

## Geschichte
Die Stammreihe des Geschlechts beginnt 1432 mit Hans-Heinrich Byggeleven auf dem Byggelevenhof zu Westick bei Menden, wo Stammvater Johann Caspar Biegeleben Ratsherr war. Sein Sohn Gerhard Caspar Bigeleben (1701–1780) war kurkölnischer Geheimer Rat und Offizial des geistlichen Hofgerichts zu Werl.
Anfang des 18. Jahrhunderts lebten Engelbert Theodor Biegeleben und dessen Ehefrau Maria Anna geb. Zeppenfeldt in Arnsberg. Ihr ältester Sohn Kaspar Josef von Biegeleben (1766–1842) war Jurist, Beamter und Politiker im Dienste von Kurköln und Hessen-Darmstadt. 1809 wurde diesem der Adel, der bereits 1723 einem später erloschenen Zweig der Familie verliehen worden war, vom Großherzog erneuert bzw. übertragen. Am 23. Januar 1893 wurde Maximilian von Biegeleben (1813–1899), Großherzoglich-Hessischer Finanzminister, Mitglied des Reichstags, durch Großherzog Ernst Ludwig in den erblichen Freiherrnstand erhoben. Viele weitere Familienmitglieder waren in prominenten Positionen in Hessen, der Habsburgermonarchie und in Preußen tätig.
In Westfalen besaß die Familie u. a. Haus Scheidingen im Kreis Soest, in Schlesien im Kreis Kreuzburg Gut Baumgarten. Darüber hinaus gehörten auch Schloss Sigmundslust in Tirol und Schloss Kransberg in Usingen im hessischen Hochtaunuskreis zum Familienbesitz.

## Namensträger
- Anna Freiin von Biegeleben (1845–1919), Ehefrau von Georg von Hertling, Reichskanzler 1917/18
- Arnold von Biegeleben (1822–1892), Landtagsabgeordneter und Staatsrat sowie Diplomat in Diensten des Großherzogtums Hessen
- Arnold von Biegeleben (1883–1940), deutscher Generalleutnant
- Gerhard Caspar Biegeleben (1701–1780), kurkölnischer Geheimer Rat und Offizial des geistlichen Hofgerichts zu Werl
- Kaspar Josef von Biegeleben (1766–1842), Jurist und Beamter, Politiker (im Dienste des kurkölnischen Staates und Hessen-Darmstadt)
- Ludwig von Biegeleben (1812–1872), Diplomat in Diensten des Großherzogtums Hessen, der provisorischen Zentralgewalt und Österreichs
- Ludwig Maximilian von Biegeleben (1849–1921), preußischer Generalmajor
- Maximilian von Biegeleben (1813–1899), Präsident des hessischen Finanzministeriums und Reichstagsabgeordneter
- Maximilian Freiherr von Biegeleben (1852–1943), Königlich-Kaiserlicher Geheimer Rat und außerordentlicher Gesandter und bevollmächtigter Minister, Kanzler des Ordens vom Goldenen Vließ
- Maximilian von Biegeleben (1859–1945) (1859–1945), deutscher Ministerialbeamter und Gesandter
- Paul Freiherr von Biegeleben (1849–1933), Königlich-Kaiserlicher Bezirksgerichts-Adjunkt in Kaltern (Tirol), Landtagsabgeordneter in Tirol
- Rüdiger von Biegeleben (1847–1912), Königlich-Kaiserlicher Wirklicher Geheimer Rat und Sektionschef im Ministerium des Kaiserlichen Hauses und des Äußeren

## Wappen
- Blasonierung des Stammwappens: In Gold eine rote Lilie von einem blauen Balken überzogen. Auf dem Helm ein offener, schwarzer Flug, zwischen dem sich Lilie und Balken wiederholen. Die Helmdecken sind rot-golden.[7]
- Blasonierung des Freiherren-Wappens: Geviert mit rot über gold geteiltem Mittelschild, in welchem eine Lilie von gewechselten Farben. Felder 1 und 4 in Gold ein blauer Balken. Felder 2 und 3 in Rot zwei auseinander hervorwachsende silberne Kleeblätter übereinander. Drei gekrönte Helme. Helm 1 ein silberner gekrönter Bär wachsend, in den Pranken eine silberne Schlange. Helm 2 die Lilie des Mittelschildes zwischen zwei silbernen Flügeln. Helm 3 ein gekrönter, silberner Löwe ein silbernes Kleeblatt haltend. Die Helmdecken rechts blau-gold, links rot-silber.[8]

In Siebmachers Wappenbüchern finden sich weitere Wappendarstellungen, die teilweise von der oben beschriebenen Blasonierung des Stammwappens abweichen, so eine ältere Variante ohne den Balken und mit goldenen Flügeln:

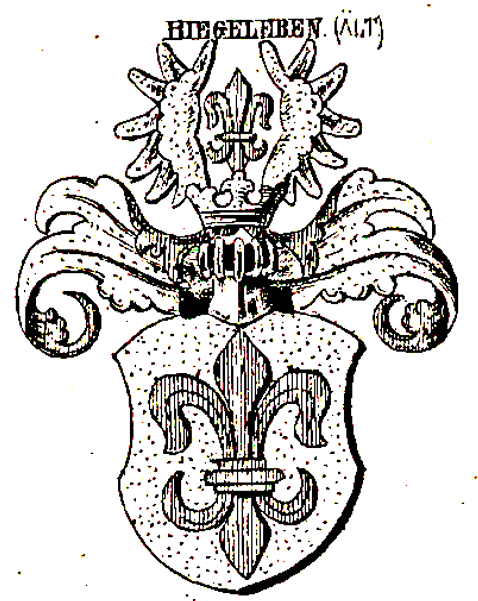
Wappen derer von Biegeleben (ältere Variante)
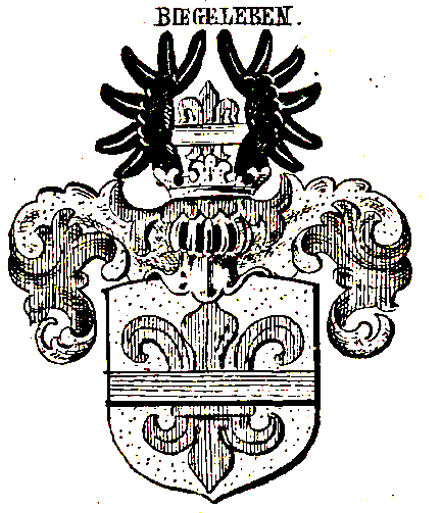
Wappen derer von Biegeleben
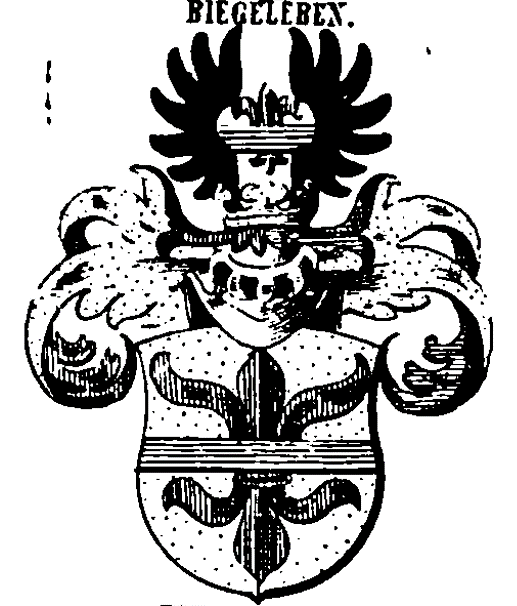
Wappen derer von Biegeleben